# والت إليس
والت إليس (بالإنجليزية: Walt Ellis)‏ هو لاعب كرة قدم أمريكية أمريكي، ولد في 26 مايو 1898 في Groton, Connecticut ‏ في الولايات المتحدة، وتوفي في 31 يناير 1980 في واتربوري في الولايات المتحدة.